# جون هولدرن
جون هولدرن (بالإنجليزية: John Holdren) (و. 1944 – م) هو فيزيائي، وبروفيسور (أستاذ جامعي) من الولايات المتحدة الأمريكية .
وهو عضو في الحزب الديمقراطي الأمريكي .

## التعليم
تعلم في معهد ماساتشوستس للتقنية، وجامعة ستانفورد.

## مناصب وهيئات
أدار جامعة هارفارد، وجامعة كاليفورنيا، بركلي.